# آنی کیبانجی
آنی کیبانجی (انگلیسی: Annie Kibanji؛ زادهٔ ۱۳ مهٔ ۱۹۹۱) بازیکن فوتبال اهل زامبیا است.
وی همچنین در تیم ملی فوتبال Zambia بازی کرده‌است.